# Рижков Сергій Олександрович
Рижков Сергій Олександрович — український фотограф-натураліст, фотограф дикої природи з Кривого Рогу. Переможець всеукраїнських фотоконкурсів та має міжнародні відзнаки.

## Життєпис
Сергій народився 25 грудня 1988 року у Кривому Розі, де і здобув середню освіту в школі № 5. З дитинства була жага до образотворчого мистецтва [джерело?]. Трохи малював, але не мав розвитку в цьому. Логічним продовженням стало самостійне вивчення комп'ютерної графіки. Згодом з'явилося захоплення фотографією, яка давала можливість закарбувати на світлині цікавий момент або місце.
За допомогою фотографії, почав пізнавати природу та ділитися побаченим з оточуючими. Головним стимулом Сергія є прагнення до нових відкриттів — нові місця або види тварин, унікальний момент чи стан погоди у природі.
З квітня 2016-го мешкає у Чернівцях [джерело?].

## Творчість

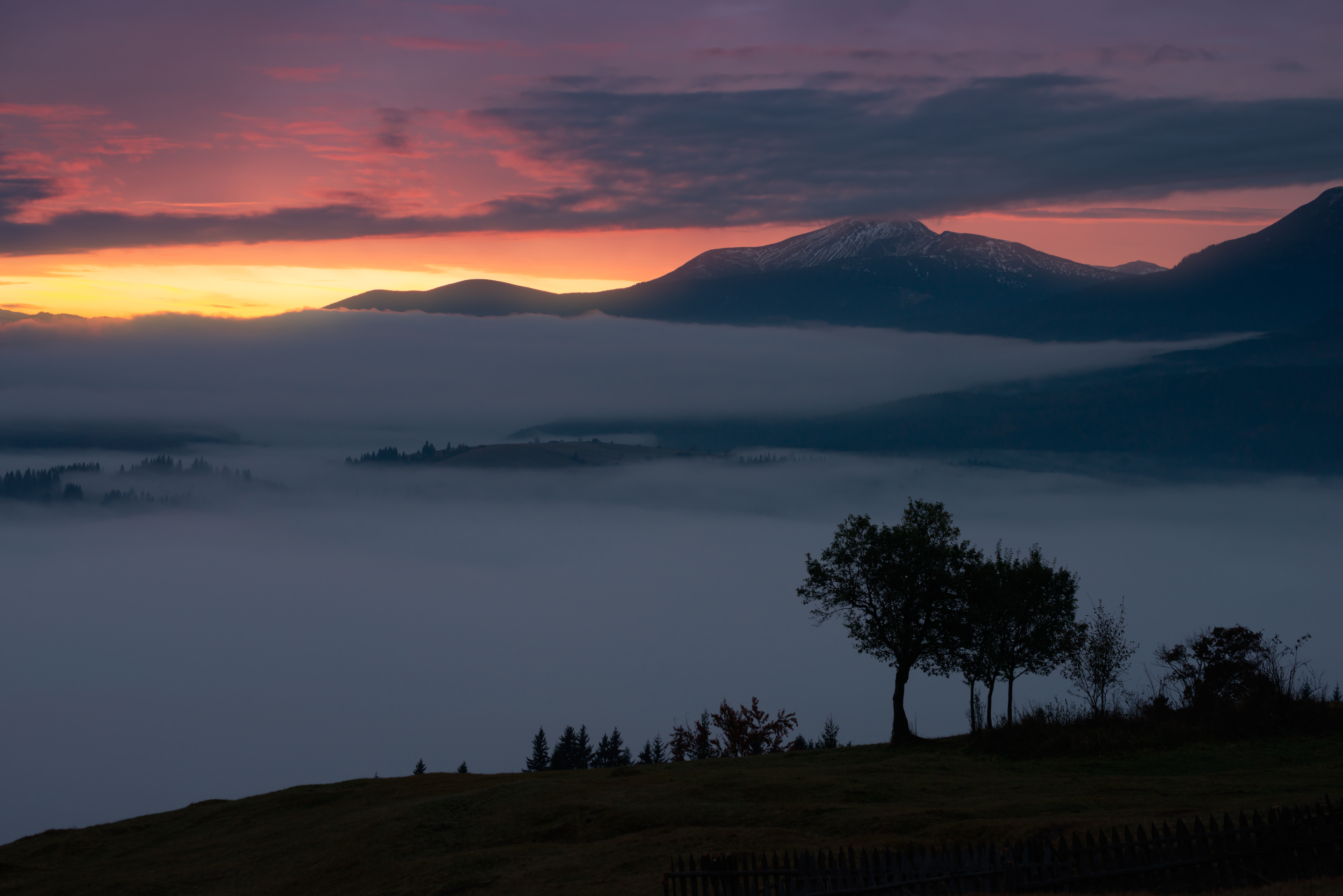
Туманний ранок під Говерлою

Основним об'єктом фотозйомки Сергія є природа. Почав фотографувати у 2009 році. Приділив увагу вивченню та фотозйомці птахів у їх природному середовищі існування.
2013—2014 рр. активна співпрацював з Національним природним парком «Слобожанський», де познайомився з природно-заповідним фондом України загалом.
У жовтні 2014 року написав статтю для National Geographic Ukraine (номер за жовтень 2014), яка була присвячена непростій екологічній ситуації на озері Солоний Лиман.
З кінця 2015 року працює в жанрі пейзажної фотографії, починаються активні походи Українські Карпати.

## Виставки

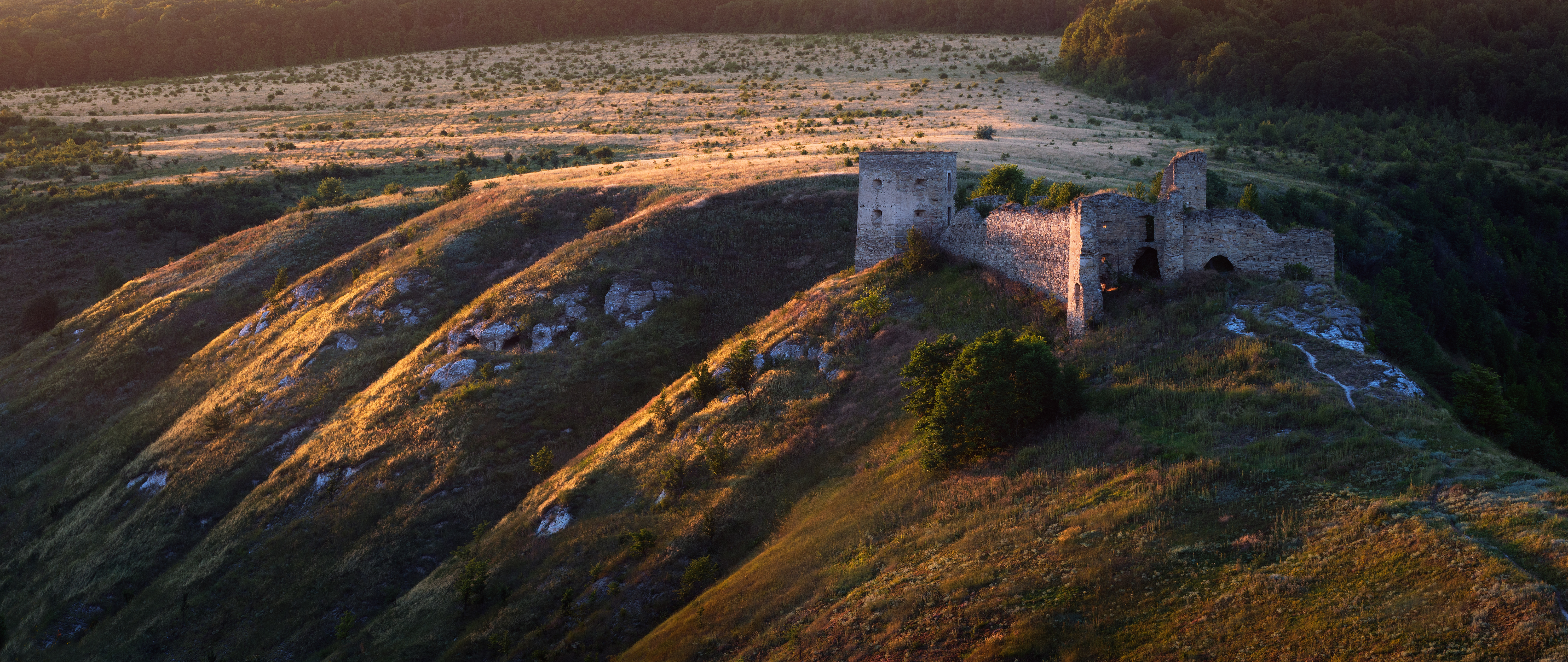
Руїни Кудринецького замку у вечірньому світлі

- участь у вернісажах Громадської організації «Кривбасфотоклуб» у різних містах України та авторські виставки в Криворізькому історико-краєзнавчому музеї та декількох міських бібліотеках[3]
- участь у регіональних ярмарках народної творчості «Петриківський дивоцвіт»
- парна виставка з художником Василем Мушиком «Чарівний світ боліт» у Харкові в галереї «АВЕК», організована НПП «Слобожанський» і присвячена природі парку[4]
- парна виставка з фотографом Дмітрієм Кугуваловим у Самарі
- участь у проекті «Лісові історії» — виставка під відкритим небом у Національному ботанічному саду імені Миколи Гришка НАН України (2014 р.)
- персональні виставки у Кривому Розі, Дніпрі, Кам'янському, Кропивницькому.

Світлини також експонувались на XVII Міжнародній фотовиставці газети «День», де отримали нагороду від Українського товариства охорони птахів.

## Відзнаки
- 2012 рік — перемога у Всеукраїнському конкурсі анімалістичної фотографії PhotoNature. Номінації «Птахи»: світлина «Шлюбні пригощання одуда»[5].
- 2014 рік — 1-е місце у номінації «Тваринний світ (фауна)» серед аматорів. Фотоконкурс «Фотограф року»[6].
- 2014 рік — Фотоконкурс «Вікі любить Землю». Перемога у номінації — Найкраще фото Дніпропетровської області[7].
- 2014 рік — Фотоконкурс «Вікі любить пам'ятки». Найкраще фото Дніпропетровської[8] і Харківської[9] областей та м. Київ[10].
- 2015 рік — диплом салону Ukrainian photo awards та стрічка FIAP (Міжнародна Федерація Фотомистецтва) за роботу «Момент ніжності».
- 2015 рік — Фотоконкурс «Вікі любить Землю». Перемога у номінації — Найкраще фото Дніпропетровської області[11].
- 2015 рік — Фотоконкурс «Вікі любить пам'ятки». Найкраще фото Херсонської області[12].
- 2016 рік — Щорічна міжнародна фотопремія «100 кращих фотографій року» від сайту 35photo. Фотографія Сергія посіла 78 місце (серед 80 тисяч)[13].
- 2016 рік — Фотоконкурс «Вікі любить Землю». Найкраще фото України та Найкраще фото Дніпропетровської області[14] та 9-е місце на світовому рівні[15].
- 2016 рік — Фотографія «Момент ніжності» потрапила до фінального заліку престижного міжнародного конкурсу «Золота Черепаха 10». Робота експонувалася на підсумковій виставці конкурсу та потрапила до каталогу найкращих робіт того року[16].
- 2016 рік — Фотоконкурс «Вікі любить пам'ятки». Найкраще фото Чернівецької[17] і Харківської[18] областей та м. Київ[19].
- 2017 рік — участь і відзнака «Fine Arts The Best Photo» на фестивалі мистецтв Art Fest International Youth Festival у Єревані.
- 2017 рік — Фотоконкурс «Вікі любить Землю». Найкраще фото України[20] та 3 місце на світовому рівні[21]. Найкраще фото Чернівецької[22], Харківської та Одеської областей[23].
- 2017 рік — Фотоконкурс «Вікі любить пам'ятки». Найкраще фото Чернівецької[24], Херсонської[25], Тернопільскої[26] та Вінницької областей[27].

## Галерея

Захід сонця на вершині скелі Соколине око
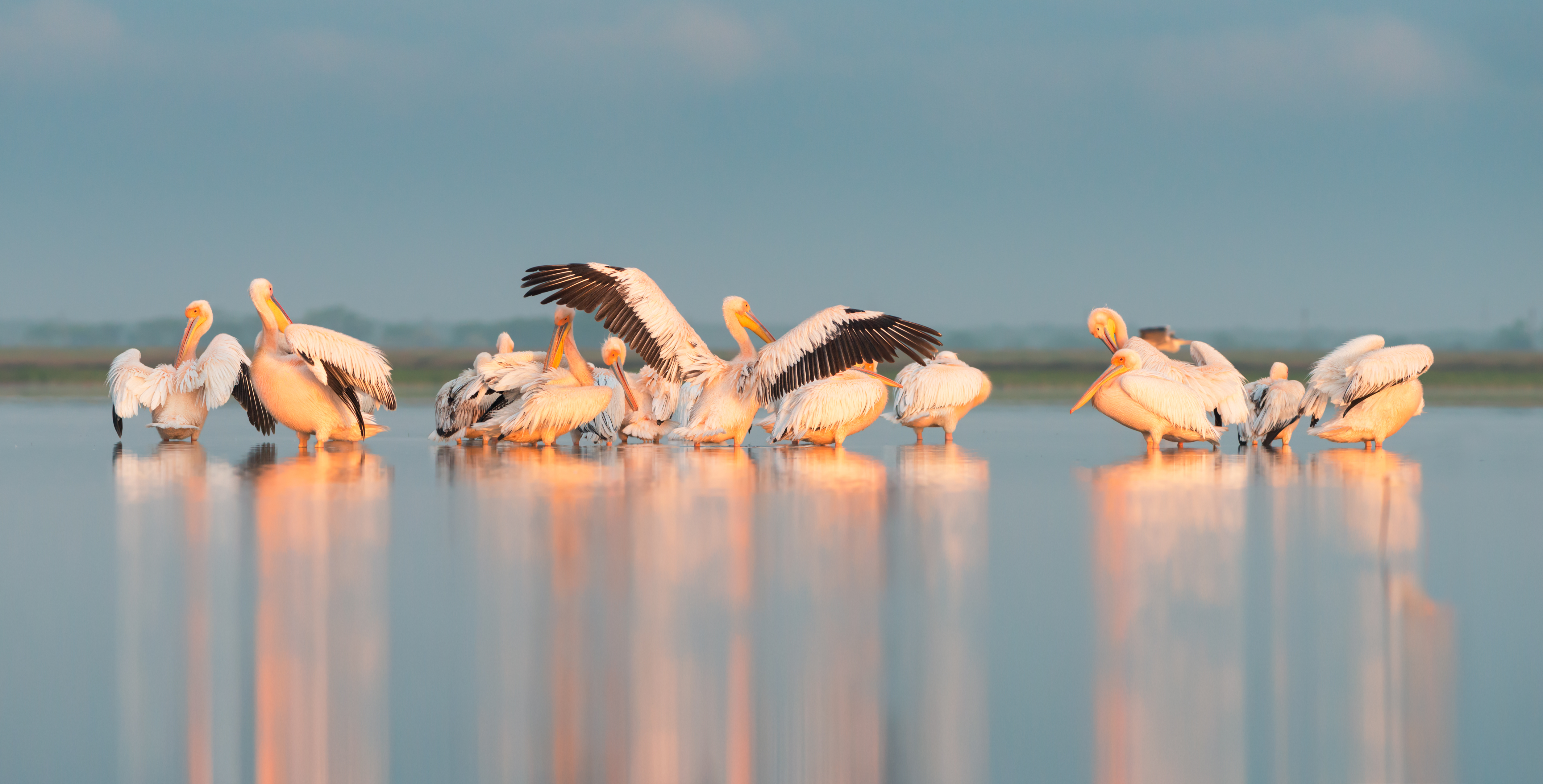
Ранкові процедури у пеліканів
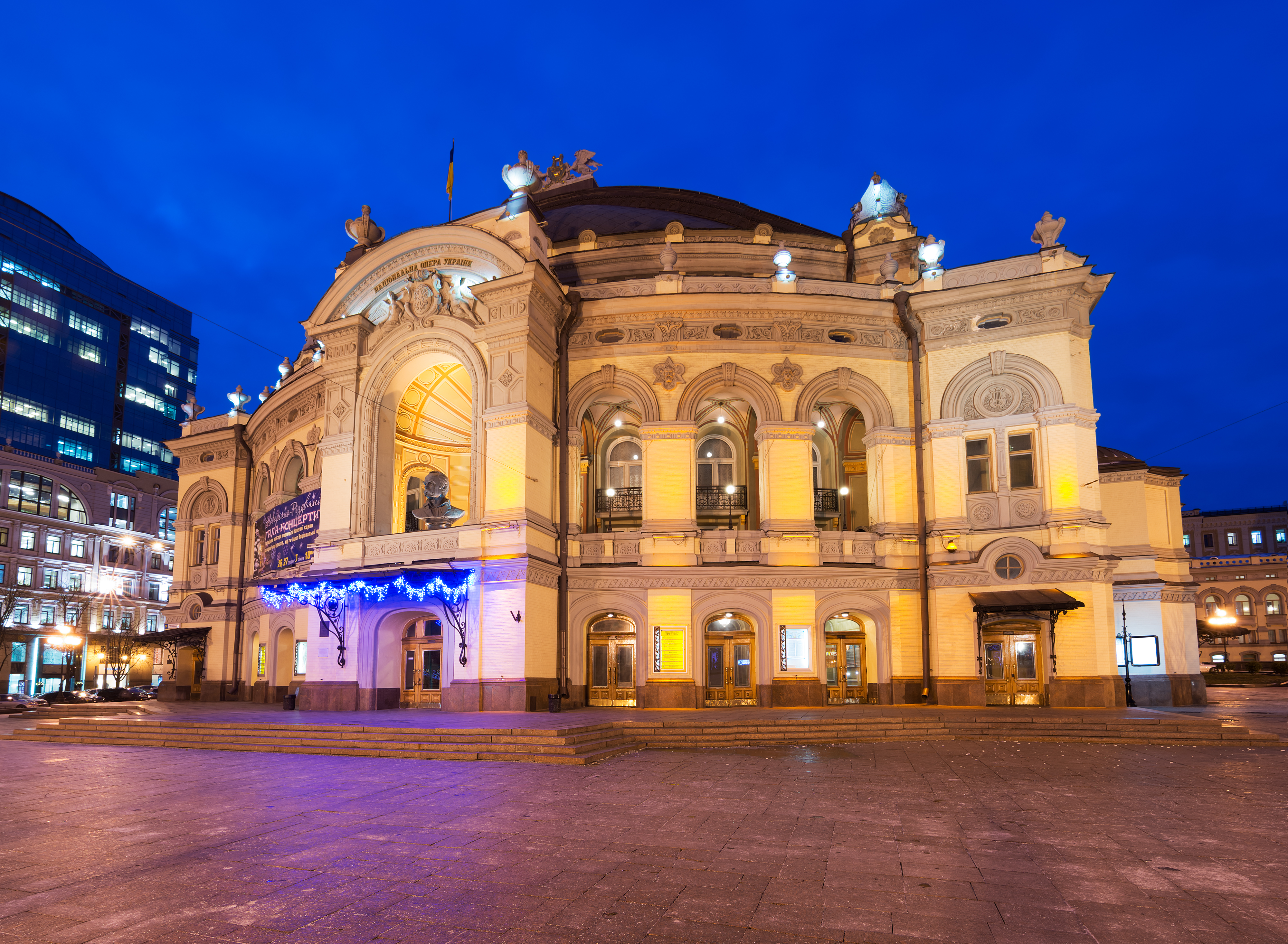
Національна опера вночі, Київ
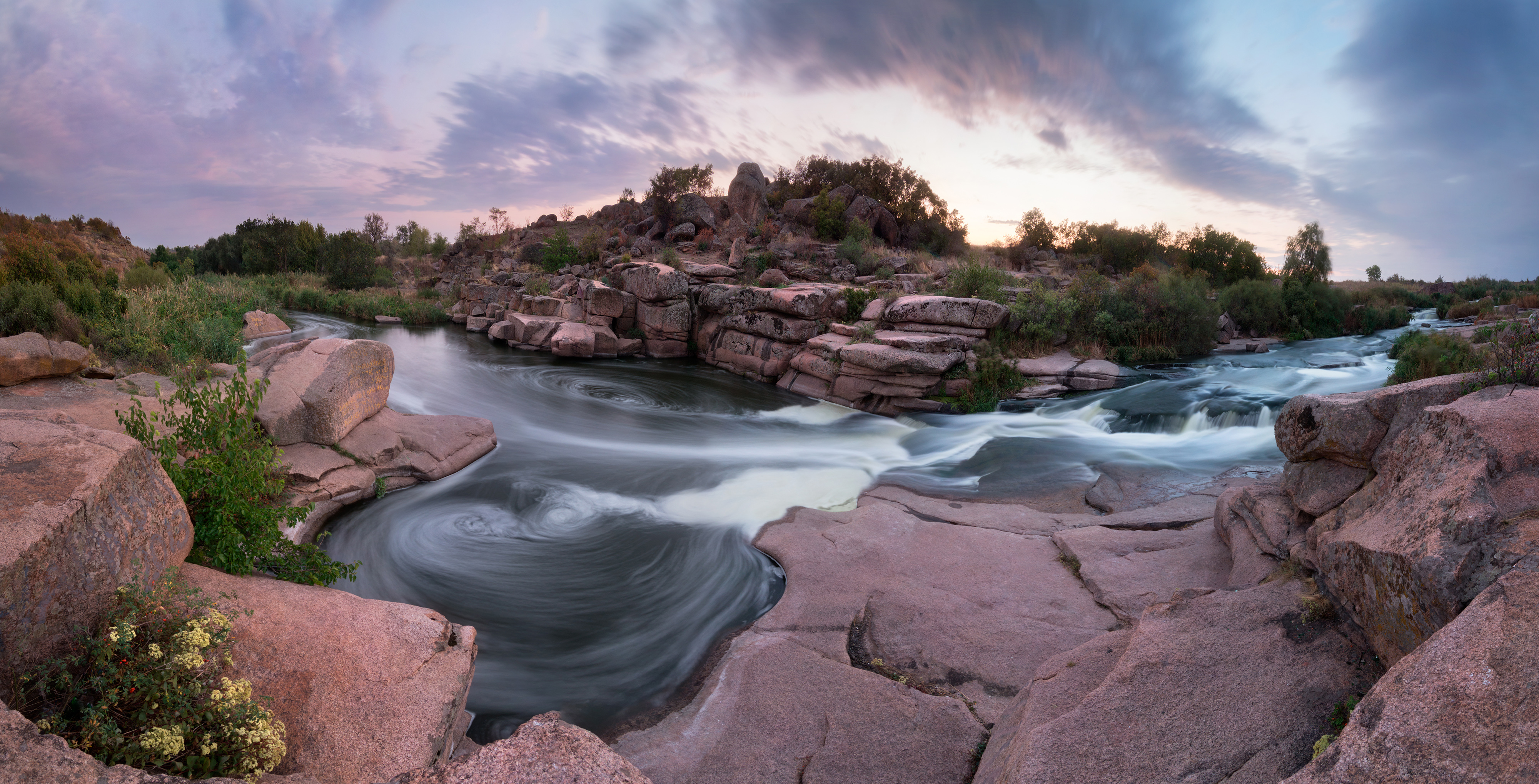
Панорама Токівського водоспаду
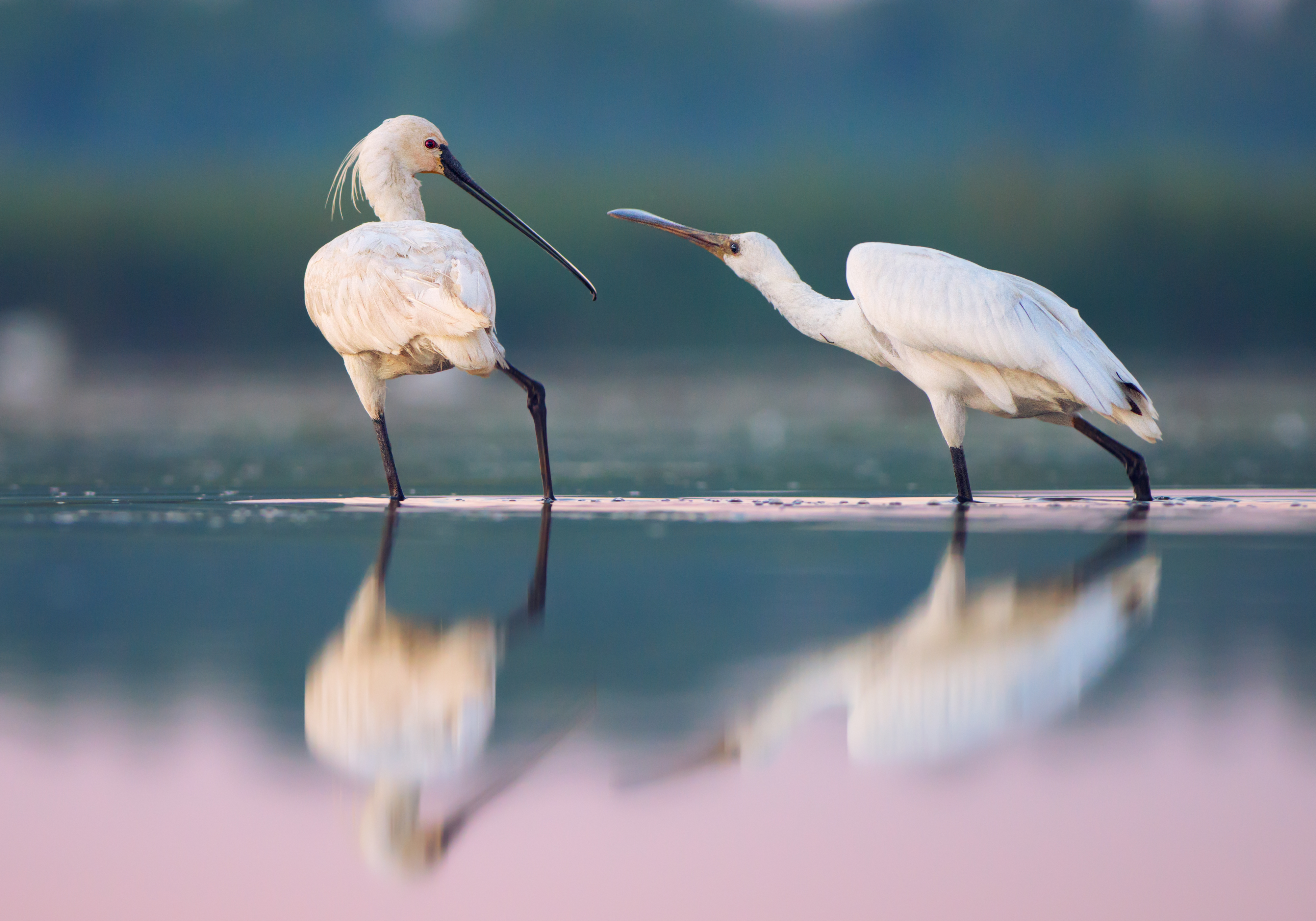
Косарі в дельті Дунаю
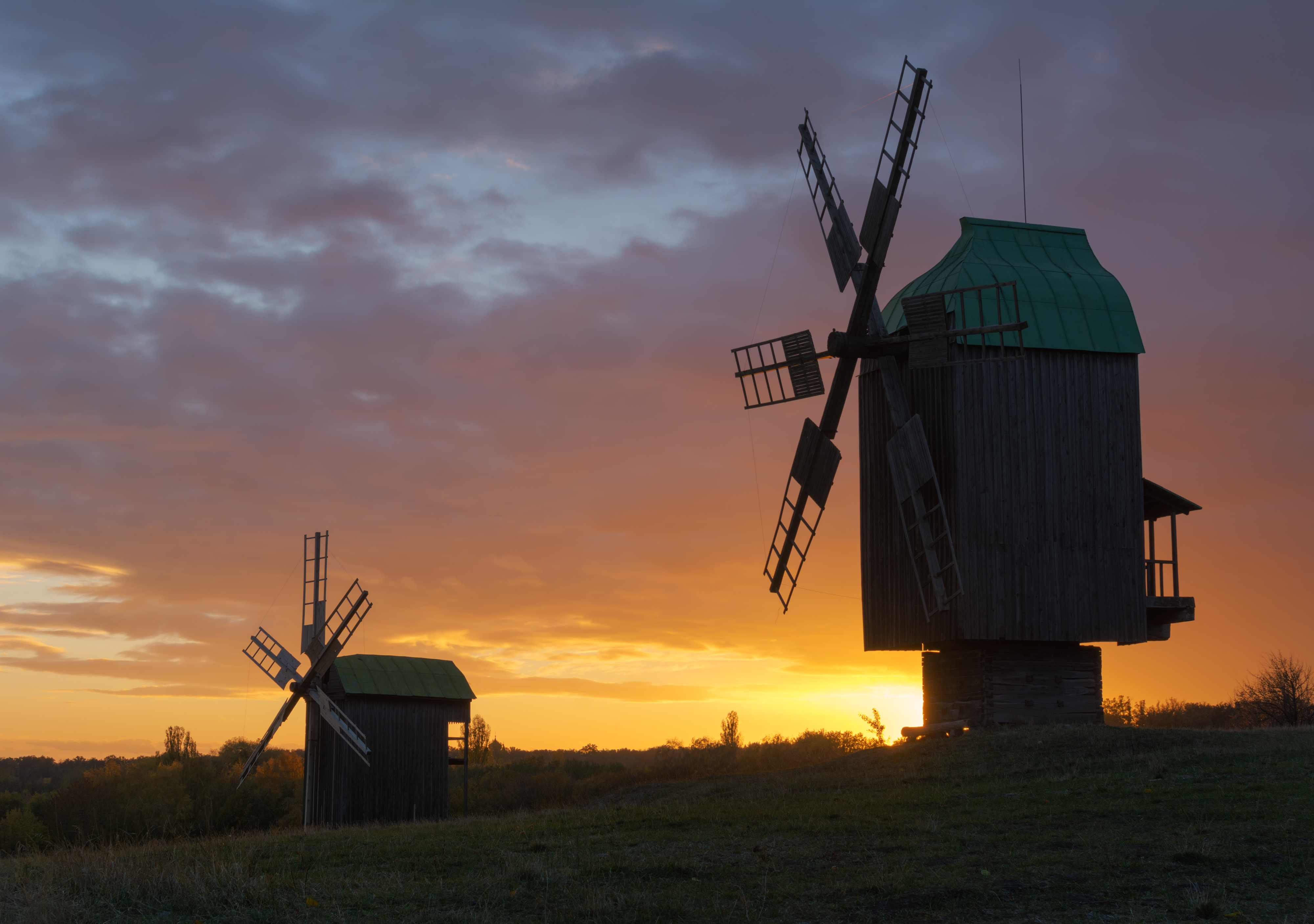
Вітряки в Пирогові
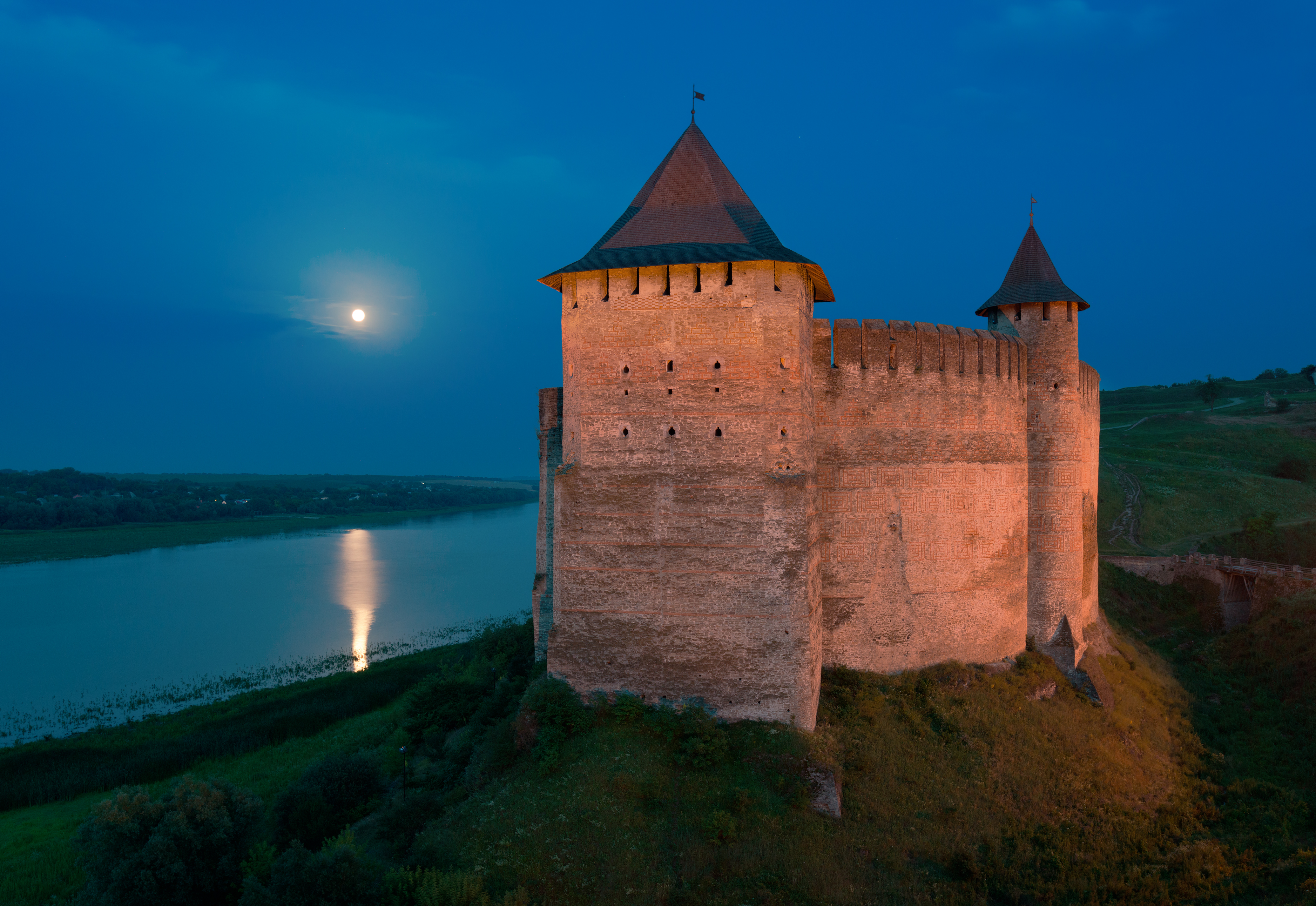
Хотинська фортеця в місячну ніч
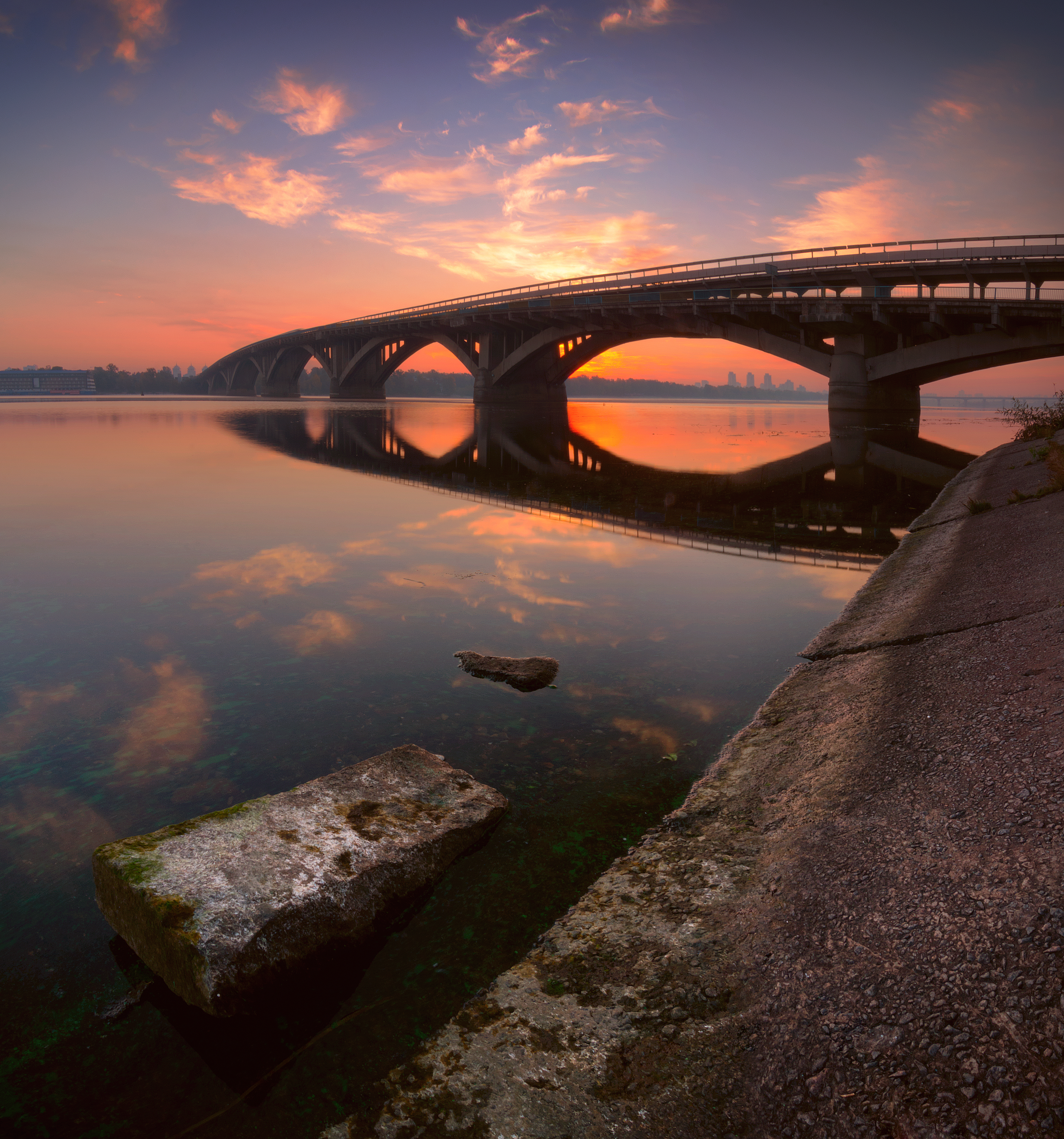
Ранок біля моста, Київ